# فردرخوو (استان اوپوله)
فردرخوو (به لهستانی: Frydrychów) یک منطقهٔ مسکونی در لهستان است که در گمینا پاچکوو واقع شده‌است.